# Березовський Денис Валентинович
Дени́с Валенти́нович Березо́вський (нар. 15 липня 1974, Харків) — український і російський військовий діяч, колаборант та зрадник України, заступник командувача Чорноморського флоту Росії (з 2014). Офіцер Збройних сил України (1996–2014). Контрадмірал Військово-морських сил України (2012—2014). 1 березня 2014 року, під час агресії Росії в Криму, призначений командувачем Військово-морських сил України. Наступного дня, 2 березня того ж року перейшов на бік російських окупантів, зрадивши присягу народу України та склавши присягу на вірність «мешканцям АР Крим та міста Севастополя». Відсторонений від посади командувача Військово-морських сил України через «нездатність організувати управління військами в екстремальних умовах».
2 березня 2014 року призначений проросійським керівництвом Криму — самопроголошеним «прем'єром» Сергієм Аксьоновим, «командувачем ВМС Криму». 20 квітня 2014 року указом Президента РФ Путіна призначений заступником командувача Чорноморського флоту Росії.
Позбавлений державних нагород України, інших форм відзначення відповідно до рішення Ради національної безпеки і оборони України від 2 травня 2018 року.
26 лютого 2021 позбавлений військового звання рішенням РНБО.

## Життєпис

Країни, де Березовський під санкціями

### Збройні сили України
Денис Березовський народився 15 липня 1974 року в Харкові, УРСР, в родині Валентина Березовського.
1996 року закінчив Севастопольське вище військово-морське училище імені П. С. Нахімова.
У 2002—2005 роках — командир фрегата «Гетьман Сагайдачний». У подальшому — заступник командувача з бойової підготовки — начальник управління бойової підготовки ВМС України, капітан першого рангу.
У 2012 присвоєно звання контрадмірал. У 2012 і 2013 роках керував спільними навчаннями України та США «Сі Бриз-2012» і «Сі Бриз-2013».

### Анексія Криму
1 березня 2014 року в. о. Президента України, Голова Верховної Ради Олександр Турчинов призначив контрадмірала Дениса Березовського командувачем Військово-морських сил Збройних сил України.
2 березня 2014 року присягнув на вірність «мешканцям АР Крим та міста Севастополя». Народний депутат Юрій Сиротюк того ж дня заявив в ефірі Громадського телебачення, що Березовського було відсторонено міністром оборони ще зранку, через наказ флоту скласти зброю і не чинити опір російським військам.
О 19:36 інформацію про відсторонення підтвердив сайт Міністерства оборони. Наступником призначено Сергія Гайдука. Заступник секретаря РНБО Вікторія Сюмар на брифінгу повідомила про відкриття щодо Березовського кримінального провадження за статтею 111 Кримінального кодексу України — «Державна зрада».
Того ж дня його звільнено з посади командувача Військово-Морських Сил Збройних Сил України Указом в. о. Президента України. Керівник Центру військово-політичних досліджень Дмитро Тимчук повідомив, що за його даними, для тиску на Березовського росіяни використали його сім'ю як заручників.
3 березня голова медія-центру Міноборони Криму Владислав Селезньов повідомив, що Денис Березовський увірвався з псевдокозаками з російськими триколорами у штаб Військово-морських сил України у Севастополі і вимагав від керівного складу перейти на бік окупаційних військ Росії, пропонуючи високу зарплату. У відповідь перед офіцерами командування військово-морських виступив контрадмірал Сергій Гайдук. Після його виступу офіцери виконали державний гімн України та присяглися служити народу України, а Березовського разом з супроводом виштовхали за межі командування.
Після завершення захоплення Криму Росією так званого «командувача флоту АР Крим/Республіки Крим» міністр оборони країни-агресора С.Шойгу 24 березня 2014 року призначив на посаду заступника командувача Чорноморського флоту РФ.
З 15 жовтня 2015 проходив навчання у Військовій академії Генштабу ЗС РФ.
З листопада 2018 — заступник командувача Тихоокеанського флоту РФ
Анатолій Матіос оголосив ухвалу про арешт за державну зраду Березовського Дениса.

## Кримінальні справи
Звинувачується Генеральною прокуратурою України у державній зраді. 5 березня 2014 ГПУ доручила спецпідрозділам, що провадять оперативно-розшукову діяльність, затримати Березовського в рамках кримінального провадження за вчинення державної зради.

## Нагороди

### Україна
- Медаль «За бездоганну службу» III ст. (27 червня 2007) — за вагомий особистий внесок у зміцнення обороноздатності України, зразкове виконання військового обов'язку та з нагоди Дня Військово-Морських Сил Збройних Сил України[25].
- Відзнаки Міністерства оборони України — відзнака «Знак пошани», медаль «За зразкову службу у Збройних Силах України» III ст., медаль «10 років Збройним Силам України», медаль «15 років Збройним Силам України», медаль «За сумлінну службу» I та II ст.
- Почесні нагрудні знаки начальника Генерального штабу — Головнокомандувача Збройних Сил України — «За доблесну військову службу Батьківщині», «За заслуги перед Збройними Силами України»

2 травня 2018 року був позбавлений державних нагород України та інших форм відзначення відповідно до рішення Ради національної безпеки і оборони України.

### Російська Федерація
- Пам'ятний знак «230 років Чорноморському флоту Російської Федерації» (Чорноморський флот ВМФ Росії, 2013) — за активну участь у ході підготовки і проведення спільного Українсько-Російського навчання «Фарватер мира 2013», показанний високий рівень теоретичної підготовки, морської, польової і літньої виучки[27].